# مدرسة الإسكندرية المسيحية
تعتبر مدرسة الإسكندرية المسيحية هي أول مدرسة من نوعها في العالم، كانت أهم معهد للتعليم الديني في المسيحية ومع أن مدرسة التعليم الديني في الإسكندرية لم تكن هي الوحيدة في العالم المسيحي بل كان هناك غيرها في بلدان أخرى، فان أياً من تلك المدارس لم يبلغ شأن ما بلغته مدرسة الإسكندرية من الشهرة.
كان معلمو وطلاب المدرسة (المعروفة أيضًا باسم ديداسكاليوم) مؤثرين في العديد من الخلافات اللاهوتية المبكرة للكنيسة المسيحية. كانت واحدة من المركزين الرئيسيين لدراسة التفسير واللاهوت الكتابيين خلال العصور القديمة المتأخرة، والمركز الآخر هو مدرسة أنطاكية. وفقًا لجيروم، تأسست المدرسة الإسكندرانية على يد يوحنا مارك الرسول. كان من المفترض أن أقدم عميد مسجل هو أثيناغوراس (176).[بحاجة لمصدر] خلفه بنتينوس السكندرى 181، الذي خلفه في رئاسة المدرسة تلميذه كليمان من الإسكندرية عام 190.
ومن بين اللاهوتيين البارزين الآخرين المرتبطين بالمدرسة أوريجانوس، وغريغوري ثوماتورجوس، وهيراكلاس، وديونيسيوس "العظيم"، وديديموس المكفوفين. وقام آخرون، بمن فيهم جيروم وباسل، برحلات إلى المدرسة للتفاعل مع العلماء هناك.وتطالب كلية اللاهوت القبطية بالقاهرة بالاستمرارية مع المدرسة القديمة.

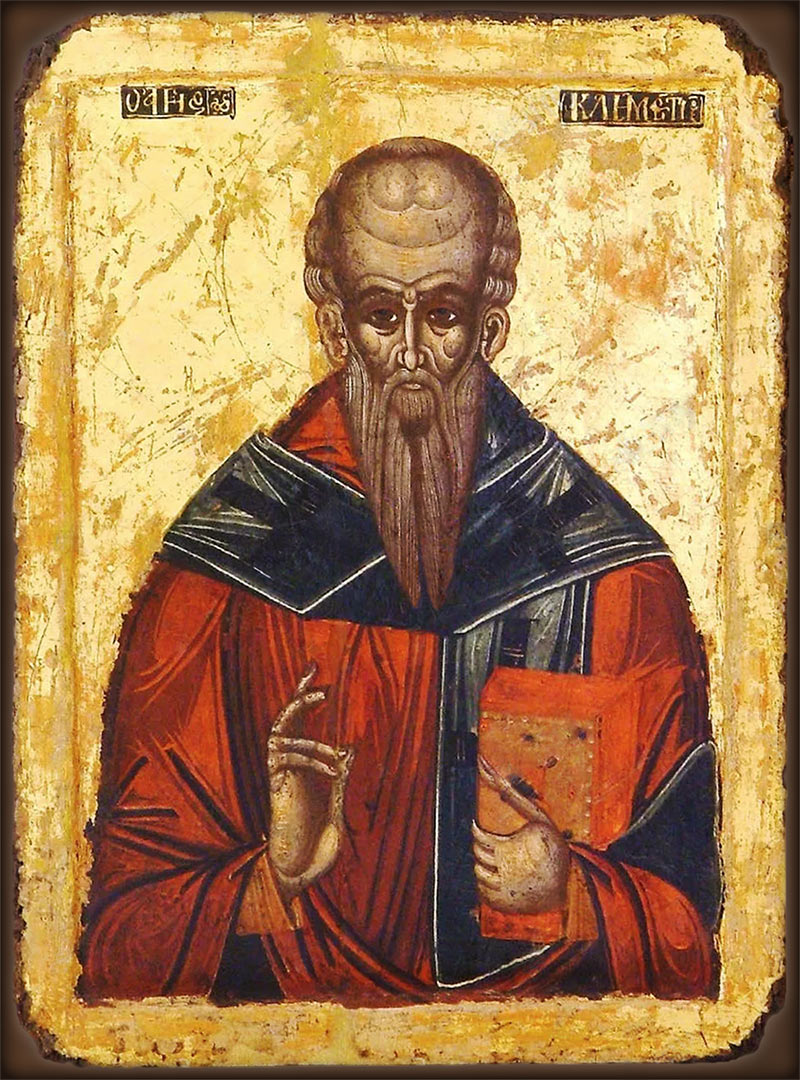
كليمان الاسكندريه (150-211 / 216).

## تأسيس مدرسة الإسكندرية
مارمرقس هو الذي أسس مدرسة الإسكندرية اللاهوتية (الاكليريكية) رأى مارمرقس ان الإسكندرية بلد عالمي كبير ويسكنها عدد كبير من الفلاسفة والمفكرين والعلماء الذين يناقشون النظريات والاراء في مدرستهم الوثنية. فوجد لزاما عليه ان يتحدث إلى هؤلاء من خلال منهج علمى منظم فانشأ المدرسة الاكليريكية واقام عليها القديس يسطس مديرا لها.
حوالي عام 190 م، على يد العَلاَّمة المسيحي «بانتينوس»، أصبحت مدرسة الإسكندرية أهم معهد للتعليم الديني في المسيحية. وكثير من الأساقفة البارِزين من عِدَّة أنحاء في العالم تم تعليمهم في تلك المدرسة، مثل «أثيناغورَس»، و«إكليمندس»، و«ديديموس»، والعلامة العظيم «أوريجانوس»، الذي يُعتبر أب عِلم اللاهوت، والذي كان نَشِطاً كذلك في تفسير الكتاب المقدس والدراسات الإنجيلية المُقارنة. وقد كتب أكثر من 6000 تفسيراً للكتاب المقدس، بالإضافة إلى كتاب «هيكسابلا» الشهير.
زار العديد من العلماء المسيحيين مدرسة الإسكندرية، مثل القديس «جيروم» ليتبادل الأفكار ويتصل مباشرة بالدارِسين. إن هدف مدرسة الإسكندرية لم يكن محصوراً على الأمور اللاهوتية، لأن علوم أخرى مثل العلوم والرياضيات وعلوم الاجتماع كانت تُدَرَّس هناك. وقد بدأت طريقة «السؤال والجواب» في التفسير بدأت هناك. ومن الجدير بالذِّكر، أنه كانت هناك طرق للحفر على الخشب ليستخدمها الدارسون الأكفاء ليقرؤوا ويكتبوا بها، قبل برايل بـ15 قرناً من الزمان!

## دير الأنبا مقار
أدت الصراعات السياسية والعسكرية في القرن السادس والسابع، إلى رحيل مدرسة الإسكندرية إلى دير القديس أنبا مقار ظلت المدرسة في برية القديس مقاريوس حتى بداية القرن الحادي عشر؛ لأن المراجع الكنسية الخاصة بتاريخ الكنيسة والتي نقل منها الأنبا ساويرس أسقف الأشمونين تاريخ بطاركة كنيسة الإسكندرية القبطية جاءت من مكتبة دير الأنبا مقار.

## الكلية الإكليركية
تم إحياء المدرسة اللاهوتية لمدرسة الإسكندرية المسيحية (الكلية الإكليركية) عام 1893. واليوم لديها مبانٍ جامعية في الإسكندرية، والقاهرة، ونيوجيرسي، ولوس أنجلوس، حيث يدرس بها المُرَشَّحون لنوال سِرّ الكهنوت، والرجال والسيدات المؤهلون العديد من العلوم المسيحية كاللاهوت والتاريخ واللغة القبطية والفن القبطي.. بالإضافة إلى الترنيم والأيقنة (صنع الأيقونات) والموسيقى وصنع الأنسجة.

### حبيب جرجس
جمع حبيب جرجس الأموال من مصادر كثيرة منها أنه أقنع عجوزا من جيرانه اسمها خرستا جرجس فأوقفت 6 أفدنه للاكليريكيه و 3 أفدنه للجمعية الخيرية، كما قام بشراء اشترى نحو 365 فدانا بالمنيا للاكليريكيه وقام أيضاً بشراء المنازل المحيطة بها حتى أصبحت المساحة 5399 مترا مربعا، وهكذا استطاع البابا كيرلس الخامس أن يبنى ويفتح الاكليريكيه يوم 29 نوفمبر 1893 (وهو في نفس العام الذي رجع من منفاه في دير البراموس) وتقدم حبيب جرجس وطلب أن يكون طالبا في الكلية فوافق البابا، والتحق حبيب جرجس في أول دفعه.
وقد قام الأقباط إنشاءالمدارس القبطية والكلية الاكليريكيه قبل أن تنشأ الحكومة المدارس العامة أو تنشئ أول جامعة أهلية مصرية بخمسه عشر عاما لان أول جامعة أهلية مصرية أنشات عام 1908.

### فروع الكلية الإكليريكية
أمتد نشاط الكلية الإكليريكية في عهد البابا شنودة الثالث بحيث أنه أصبحت لها فروع في كل من: في داخل مصر الإسكندرية، طنطا، أسيوط (دير المحرق)، شبين الكوم، المنيا، البلينا.
في خارج مصر.. سيدنى بأستراليا، جيرسى سيتى، لوس أنجيلوس بأمريكا، ستيفينج بريطانيا.

## عمل اوريجانوس
«قام أوريجانوس بهذا العمل العظيم لتأكيد النسخة السبعينية من الكتاب المقدس. تم حفظ المخطوطة الأصلية في قيصرية، حيث قيل أن العرب دمروها عندما استولوا على المدينة عام 653. كان أوريجانوس، الذي يُنظر إليه عمومًا على أنه والد النقد الكتابي، هو الذي أعطى مدرسة التعليم المسيحي في الإسكندرية الشخصية العالية التي تمتعت بها في الدراسات الكتابية. لقد كان أول من رسم تمييزًا واضحًا بين المعاني المختلفة التي يمكن أن يمتلكها الكتاب المقدس، أي المعنى الحرفي والأخلاقي والصوفي أو المجازي.» 

## قائمة العمداء مرتبة ترتيبًا زمنيًا
1. يوستس (62-118)
2. إومينيوس، (118-129)
3. ماركيانوس، (129-152)
4. بنتينوس ، (181-190)
5. كليمان الاسكندريه (190-202)
6. أوريجانوس (203-؟)
7. هيراكلاس، (؟ -231)
8. ديونيسيوس، (231-247)
9. ثيوجنستس من الإسكندرية (القرن الثالث)
10. بيريوس (القرن الرابع)
11. أخيلاس (القرن الرابع)
12. بيتر (القرن الرابع)
13. سيرابيون (القرن الرابع)
14. Macaruis (القرن الرابع)
15. ديديموس المكفوفين (340-391)
16. رودون (القرن الخامس)
17. رئيس دير القديس مقاريوس الكبير (القرن الخامس - القرن التاسع عشر)
18. يوسف مرقاريوس (1893-1918)
19. حبيب جرجس (1918-1951)
20. الاب. إبراهيم عطية 1951-1962
21. شنودة الثالث (1962-1987)
22. الأنبا غيرغوريوس (1987 إلى الوقت الحاضر)

## خريجين بارزين
| - إومينيس، بابا الإسكندرية السابع - ماركيانوس، الثامن بابا الإسكندرية - جوليان، بابا الإسكندرية الحادي عشر - أثيناغوراس أثينا - بنتينوس - كليمان الاسكندريه - هيراكلاس، بابا الإسكندرية الثالث عشر | - الكسندروس أسقف اورشليم - اوريجانوس - ديونيسيوس بابا الإسكندرية الرابع عشر - بطرس، بابا الإسكندرية السابع عشر - أخيلاس، بابا الإسكندرية الثامن عشر - الإسكندر البابا التاسع عشر - أثناسيوس بابا الإسكندرية العشرون | - تيموثاوس، بابا الإسكندرية الثاني والعشرون - كيرلس بابا الإسكندرية الرابع والعشرون - ديوسقوروس، بابا الإسكندرية الخامس والعشرون - غريغوريوس اللاهوتي بطريرك القسطنطينية - ديدموس الضرير - حبيب جرجس - شنودة الثالث بابا الإسكندرية الـ 117 |

## مواضيع مرتبطة
- المدرسة الإسكندرانية
- كنيسة قبطية أرثوذكسية
- الكاتدرائية المرقسية بالأسكندرية
- كنيسة الانبا انطونيوس بشبرا